# Perissocoeleum barclayae
Perissocoeleum barclayae är en flockblommig växtart som beskrevs av Mildred Esther Mathias och Lincoln Constance. Perissocoeleum barclayae ingår i släktet Perissocoeleum och familjen flockblommiga växter. Inga underarter finns listade i Catalogue of Life.